# Barbara Hendricks (śpiewaczka)
Barbara Hendricks (ur. 20 listopada 1948 w Stephens, Arkansas) – afroamerykańska śpiewaczka operowa oraz wokalistka jazzowa i negro spirituals.

## Życiorys
Od 1977 mieszka w Europie, od 1985 w Szwajcarii. Posiada obywatelstwo szwedzkie.
Ukończyła studia na Uniwersytecie w Nebrasce w specjalności matematyka i chemia (dyplom 1968). Następnie studiowała w Juilliard School of Music w Nowym Jorku w klasie mezzosopranu Jennie Tourel oraz uczestniczyła w kursach mistrzowskich prowadzonych przez Marię Callas.
Jej operowy debiut sceniczny miał miejsce w 1974 na Festiwalu w Glyndebourne oraz w Operze w San Francisco. W trakcie swojej kariery operowej występowała m.in. w Operze Paryskiej, Metropolitan Opera, Royal Opera House, Covent Garden, i Teatrze La Scala. Jej repertuar zawiera ponad 20 partii operowych, z większość została nagrana dla takich wytwórni, jak EMI, Erato, CBS, TELARC, DGG, Decca.
Barbara Hendricks wystąpiła w filmowych ekranizacjach oper Cyganeria Pucciniego, Żywot rozpustnika (The Rake’s Progress) Strawińskiego. Pojawiła się również obok Juliette Binoche w filmie Disengagement Amosa Gitaja (2007).
Artystka śpiewa również muzykę jazzową, pojawiając się od 1994 na Festiwalu Jazzowym w Montreux oraz na innych jazzowych wydarzeniach na świecie. Jej płyta z 2008 pt. Barbara sings the blues zawierała utwory Billie Holiday, Bessie Smith i Duke’a Ellingtona z towarzyszeniem znakomitego zespołu Magnus Lindgren Quartet.
Śpiewaczka działa w sprawie uchodźców współpracując z Komisarzem USA do spraw uchodźców oraz dając koncerty charytatywne m.in. w Sarajewie i Dubrowniku.
Zasiadała w jury konkursu głównego na 52. MFF w Cannes (1999).
Odznaczona została orderem Legii Honorowej w stopniu kawalera oraz Orderem Sztuki i Literatury w stopniu komandora.

## Dyskografia
- Au Coeur de L'Opera – Opera Arias – Järvi (EMI Classics)
- Airs & duos d'opérettes – Foster (2CD)* (EMI Classics)
- Bach/Vivaldi – Magnificat/Gloria – Marriner (EMI Classics)
- Bach – Kantaten – Schreier (EMI Classics)
- Barbara Hendricks sings Christmas – Ericson (EMI Classics)
- Barber/Copland – Knoxville/Quiet City – Tilson-Thomas (EMI Classics)
- Berlioz/Britten – Les Nuits d’été/Les Illuminations – Davis (EMI Classics)
- Bizet – Les Pêcheurs de perles – Plasson (EMI Classics)
- Chabrier – Messe, Air Gwendolyn – Plasson (EMI Classics)
- Chants Sacrés – Ericson (EMI Classics)
- Debussy – Mélodies – Michel Beroff (EMI Classics)
- Duos d’opérettes – Foster/Quilico (EMI Classics)
- Enesco – Oedipe – Foster (EMI Classics)
- Fauré mélodies – Michel Dalberto (EMI Classics)
- Faure – Requiem – Plasson (EMI Classics)
- Gershwin – Pieśni (EMI Classics)
- Gluck – Orfeusz i Eurydyka – Gardiner (EMI Classics)
- Gounod – Messe solenelle de Sainte Cécile – Prêtre (EMI Classics)
- Gounod – Mors et Vita – Plasson (EMI Classics)
- Haydn – Harmonien, Messe – Marriner (EMI Classics)
- Humperdinck – Hänsel und Gretel – Tate (EMI Classics)
- La Voix du Ciel – Les Triomphes de Barbara Hendricks – (EMI Classics)
- Mélodies Françaises – Dalberto (EMI Classics)
- Mozart – Airs de Concert & d'Opéras – Tate (EMI Classics)
- Mozart – Airs sacrés – Marriner (EMI Classics)
- Mozart – Mélodies & Lieder – Eihenholz/Pires (EMI Classics)
- Mozart – Airs d'Opéras et de Concert – Marin (EMI Classics)
- Negro Spirituals – Dmitri Alexeev (EMI Classics)
- Operetta Arias – Foster (EMI Classics)
- Oratorio – utwory Bacha, Vivaldiego, Haydna, Mozarta, Gounoda – (EMI Classics)
- Orff – Carmina Burana – Welser-Möst (EMI Classics)
- Poulenc – Stabat Mater i Gloria – Prêtre (EMI Classics)
- Ravel/Duparc – Pieśni – Gardiner (EMI Classics)
- Hommage à Jennie Tourel – Staffan Scheja (EMI Classics)
- Schubert – Pieśni – Radu Lupu (EMI Classics)
- Spirituals – "Give Me Jesus" – Moses Hogan Singers (EMI Classics)
- Strauss – Der Rosenkavalier – Haitink (EMI Classics)
- Strauss – Lieder – Gothoni (EMI Classics)
- Strauss – Vier Letzte Lieder – Wolfgang Sawallisch (EMI Classics)
- Tribute to Duke Ellington (EMI Classics)
- Verdi – Don Carlos – Karajan (EMI Classics)
- Villa-Lobos – Bachianas Brasileiras – Bátiz (EMI Classics)
- Walt Disney – Piosenki – Barbara Hendricks sings songs from Walt Disney – The Abbey Road Ensemble/Tunick (EMI Classics)
- Wolf – Mörike & Goethe Lieder – Pöntinen (EMI Classics)
- Nordic Songs – Grieg, Sibelius, Rangström, Nielsen – Pöntinen (EMI Classics)
- Brahms – Requiem – Karajan (DGG)
- Debussy – La Demoiselle Elue – Barenboïm (DGG)
- Mahler – II Symfonia – Bernstein (DGG)
- Mozart – Msza c-moll – Karajan (DGG)
- Puccini – Turandot – Karajan (DGG)
- Verdi – Falstaff – Giulini (DGG)
- Wagner – Parsifal – Karajan (DGG)
- Chabrier – Le Roi malgré lui – Dutoit (ERATO)
- Donizetti – Don Pasquale – Ferro (ERATO)
- Lalo – Le Roi d’Ys – Jordan (ERATO)
- Puccini – Cyganeria – Conlon (ERATO)
- Del Tredici – Final Alice – Solti (DECCA)
- Gershwin – Porgy and Bess – Maazel (DECCA)
- Haydn – Il Ritorno di Tobia – Doráti (DECCA)
- Mahler – IV Symfonia – Mehta (DECCA)
- Strauss – Die Ägyptische Helena – Doráti (DECCA)
- Autres – Arie z oper francuskich – Tate (PHILIPS)
- Gershwin – Pieśni – Katia et Marielle Labeque (PHILIPS)
- Haendel – Salomon – Gardiner (PHILIPS)
- Haydn – L’Infedeltà Delusa – Doráti (PHILIPS)
- Haydn – Msza Nelsońska – Davis (PHILIPS)
- Mozart – La Finta semplice – Schreier (PHILIPS)
- Mozart – Wesele Figara – Marriner (PHILIPS)
- Mozart – Idomeneo – Davis (PHILIPS)
- Mozart – Msza c-moll – Schreier (PHILIPS)
- Grieg – Peer Gynt – Salonen (CBS)
- Haendel – Xerxes – Malgoire (CBS)
- Vivaldi – Motets – Malgoire (CBS)
- Mahler – IV Symfonia – Salonen (SONY)
- Mozart – Czarodziejski Flet – Mackerras (TELARC)
- Orff – Carmina Burana – Mata (RCA)